# William A. Seiter
William A. Seiter (n. 10 iunie 1890, New York City, New York, SUA – d. 26 iulie 1964, Beverly Hills, California, SUA) a fost un regizor de film american. 

## Filmografie
- Make Haste to Live (1954)
- Champ for a Day (1953)
- The Lady Wants Mink (1953)
- Dear Brat (1951)
- Borderline (1950)
- Gems of Song (1949)
- One Touch of Venus (1948)
- Up in Central Park (1948)
- I'll Be Yours (1947)
- Lover Come Back (1946)
- Little Giant (1946)
- That Night with You (1945)
- The Affairs of Susan (1945)
- It's a Pleasure (1945)
- Belle of the Yukon (1944)
- Four Jills in a Jeep (1944)
- A Lady Takes a Chance (1943)
- Destroyer (1943)
- You Were Never Lovelier (1942)
- Broadway (1942)
- Appointment for Love (1941)
- Nice Girl? (1941)
- Hired Wife (1940)
- It's a Date (1940)
- Allegheny Uprising (1939)
- Susannah of the Mounties (1939)
- The Little Princess (1939)
- Thanks for Everything (1938)
- Room Service (1938)
- Three Blind Mice (1938)
- Sally, Irene and Mary (1938)
- Life Begins in College (1937)
- The Life of the Party (1937)
- This Is My Affair (1937)
- Stowaway (1936)
- Dimples (1936)
- The Case Against Mrs. Ames (1936)
- The Moon's Our Home (1936)
- If You Could Only Cook (1935)
- In Person (1935)
- Orchids to You (1935)
- The Daring Young Man (1935)
- Roberta (1935)
- The Richest Girl in the World (1934)
- We're Rich Again (1934)
- Love Birds (1934)
- Sing and Like It (1934)
- Sons of the Desert (1933)
- Chance at Heaven (1933)
- Rafter Romance (1933)
- Professional Sweetheart (1933)
- Diplomaniacs (1933)
- Hello, Everybody! (1933)
- If I Had a Million (1932)
- Hot Saturday (1932)
- Is My Face Red? (1932)
- Young Bride (1932)
- Girl Crazy (1932)
- Peach O'Reno (1931)
- Way Back Home (1931)
- Caught Plastered (1931)
- Too Many Cooks (1931)
- Big Business Girl (1931)
- Kiss Me Again (1931)
- L'aviateur (1931)
- Full of Notions (1931)
- Going Wild (1930)
- Sunny (1930)
- The Truth About Youth (1930)
- Back Pay (1930)
- The Flirting Widow (1930)
- Strictly Modern (1930)
- The Love Racket (1929)
- Footlights and Fools (1929)
- Smiling Irish Eyes (1929)
- Prisoners (1929)
- Why Be Good? (1929)
- Synthetic Sin (1929)
- Synthetic Wife (1929)
- Outcast (1928)
- Waterfront (1928)
- Happiness Ahead (1928)
- Good Morning, Judge (1928)
- Thanks for the Buggy Ride (1928)
- The Small Bachelor (1927)
- Out All Night (1927)
- The Cheerful Fraud (1926)
- Take It from Me (1926)
- Rolling Home (1926)
- Skinner's Dress Suit (1926)
- What Happened to Jones (1926)
- Where Was I? (1925)
- The Teaser (1925)
- Dangerous Innocence (1925)
- The Mad Whirl (1925)
- The Fast Worker (1924)
- Helen's Babies (1924)
- The Family Secret (1924)
- Listen Lester (1924)
- His Forgotten Wife (1924)
- The White Sin (1924)
- Daddies (1924)
- Little Church Around the Corner (1923)
- Bell Boy 13 (1923)
- When Love Comes (1922)
- The Beautiful and Damned (1922)
- Up and at 'Em (1922)
- The Understudy (1922)
- Gay and Devilish (1922)
- Boy Crazy (1922)
- Eden and Return (1921)
- The Foolish Age (1921)
- Passing Through (1921)
- Hearts and Masks (1921)
- The Kentucky Colonel (1920)
- A Sure Cure (1919)
- The Little Dears (1919)
- Moving Day (1919)
- Why Divorce? (1919)
- Honeymooning (1919)
- Close to Nature (1919)
- After the Bawl (1919)
- Their Day of Rest (1919)
- In a Pinch (1919)
- Gold-Bricking Cupid (1915)
- The Honeymoon Roll 1915)